# Bergenhusen
Bergenhusen település Németországban, Schleswig-Holstein tartományban. Lakosainak száma 718 fő (2023. december 31.).

## Népesség
A település népességének változása:
| Lakosok száma | 703  | 700  | 711  | 706  | 727  | 734  | 718  |
|               | 1975 | 2014 | 2017 | 2019 | 2021 | 2022 | 2023 |